# 沛舍坡
沛舍坡，原稱沛舍陂，是臺灣新北市土城區的一個傳統地域名稱，位於該區西部。相較於今日行政區劃，其範圍為沛陂里不含西南部及東南端。沛舍坡大部分土地為土城工業區所在地，是土城乃至新北市重要的工業中心。

## 歷史
台灣清治末期，沛舍坡地區為一街庄，稱為「沛舍陂庄」，隸屬於海山堡；日治初期，誤寫為「沛舍坡庄」。該庄昔日為大漢溪中沙洲，西至北以大漢溪主流及分流與石頭溪庄、三塊厝庄、山仔腳庄、溪洲庄為界，南至東以大漢溪分流及沙洲與頂埔庄、大安藔庄、員林庄為界。
1901年（日治明治三十四年）11月，該庄隸屬於桃園廳，編入第十七區。1905年（明治三十八年）7月，第十七區改稱「樹林區」。1920年（大正九年），該庄改制為「沛舍坡」大字，隸屬於臺北州海山郡土城庄。
戰後土城庄改制為土城鄉，隸屬於台北縣，大字亦改制為村。其後土城鄉先後改制為土城市、土城區，村亦於改土城市時期改制為里。目前里名為「沛陂里」。

## 河道變遷
從前大嵙崁溪（大漢溪）至三角湧附近（公館後地區西北部），因地勢低平，河面加寬，形成網狀河道。三峽溪（三峽河與橫溪各自注入大嵙崁溪分流河道，三峽溪於劉厝埔匯入分流，為橫溪匯注點之上游約八百公尺處。其後因河沙堆積，河床日漸昇高，導致分流消退，原本兩溪匯注處之大嵙崁溪分流河道成為三峽溪河道之延伸，因而形成今日三峽溪納橫榽之勢。
由於河道變遷，沛舍坡地區南側與東南側鄰近地區均變成陸地相連，而西側河道則變成三峽河及其河灘地、北側河道變成大漢溪主流。

## 文藝作品
- 《土城沛坡村》：李梅樹畫作，1955年[6]

## 產業
- 土城工業區